# Estadio Los Chonanas
El Estadio Los Chonanas es un estadio multiusos. Está ubicado en la ubicado en la calle 9 de Octubre y avenida Carlos Alberto Aray de la ciudad de Chone, provincia de Manabí. Es usado mayoritariamente para la práctica del fútbol, y allí juega como local el Club Social, Cultural y Deportivo Grecia, equipo de la Segunda Categoría del fútbol ecuatoriano. Tiene capacidad para 3000 espectadores.
Desempeña un importante papel en el fútbol local, ya que los clubes choneros como el Grecia y Peñarol de Chone hacían y/o hacen de locales en este escenario deportivo.
El estadio es sede de distintos eventos deportivos a nivel local, así como es escenario para varios eventos de tipo cultural, especialmente conciertos musicales (que también se realizan en el Coliseo Freddy Arteaga de Chone).